# Enrique Berríos
Enrique Antonio Berríos Manosalva (Chile, 27 de agosto de 1965) es un exfutbolista chileno. Jugaba de portero.

## Trayectoria
A los 14 años se fue a probar a las divisiones inferiores de Colo-Colo, siendo rechazado por Bernardo Bello. Luego, se unió a las divisiones inferiores de Deportes Aviación, y tras la desaparición del equipo, se unió a las inferiores de Cobreloa, uniéndose al primer equipo calameño en 1983, siendo uno de los primeros canteranos en integrarse al primer equipo naranja junto a Camilo Pino.
Formó parte del primer equipo del Club de Deportes Cobreloa en dos etapas: la primera entre 1983 y 1991 y la segunda y última entre 1993 y 1997. En su primer año ganó el campeonato de Primera División de Chile 1988. Durante el año 1992, es cedido a Unión Española, donde alterna tras Eduardo Azargado y Carlos Prono, regresando al equipo cobreloíno en 1993, para consagrarse como el arquero titular en dicha temporada, en desmedro de Leonardo Canales y luego de Luis Corvalán.Tras la temporada 1998, y con la llegada de Claudio Mele a Calama, Berríos no renueva su contrato con Cobreloa.
En 1999 firma con Rangers de la Primera División, siendo titular del equipo que esa temporada descendió a la Primera B.La temporada siguiente jugó en Deportes Antofagasta de la Primera B, para retirarse del fútbol a fines del año 2000.

## Selección chilena

### Selecciones juveniles
Formó parte de la Selección sub-20 de Chile en el Sudamericano de 1985, donde el equipo chileno fue eliminado en primera ronda.

#### Participaciones en sudamericanos
| Torneo                      | Sede     | Resultado     |
| --------------------------- | -------- | ------------- |
| Sudamericano Sub-20 de 1985 | Paraguay | Primera Ronda |

### Selección adulta
Su primera convocatoria a la selección chilena fue por Mirko Jozić en marzo de 1994, para la gira a Europa y Arabia Saudita del combinado chileno; sin embargo, el técnico croata optaría por llevar dos arqueros, a Nelson Tapia y Aníbal Pinto, quedando Berríos fuera de la gira.
Dos años después, fue nominado por Xabier Azkargorta en 1996, siendo el arquero suplente de Nelson Tapia en un partido amistoso ante Bolivia y luego ante Venezuela por las clasificatorias para el Mundial de Francia 1998, que terminó empatado 1:1, en el estado Barinas. Ante Venezuela fue su último llamado a la selección absoluta, en la que no pudo debutar de manera oficial.

#### Participaciones en eliminatorias a la Copa del Mundo
| Eliminatoria                 | Sede    | Resultado   | Posición | Partidos |
| ---------------------------- | ------- | ----------- | -------- | -------- |
| Clasificatorias Francia 1998 | Francia | Clasificado | 4.º      | 0        |

## Estadísticas

### Clubes
| Club                      | País  | Año       |
| ------------------------- | ----- | --------- |
| Cobreloa                  | Chile | 1983-1998 |
| → Unión Española (cedido) | Chile | 1992      |
| Rangers                   | Chile | 1999      |
| Deportes Antofagasta      | Chile | 2000      |

## Palmarés

### Títulos nacionales
| Título           | Club     | País  | Año  |
| ---------------- | -------- | ----- | ---- |
| Primera División | Cobreloa | Chile | 1988 |